# Dante Meschiari
Dante Meschiari, in arte Dan (Modena, 1º settembre 1944), è un cantautore italiano, musicista e giornalista pubblicitario.

## Carriera
Nel luglio 1994 riceve il Grammy Europeo per la Canzone d'Autore Premio Rino Gaetano con il brano “Non arrenderti” trasmesso su Rai 1 e trasmette la sigla finale presentando il brano “Navigando nuvole” dell'omonimo album.
Per Rai 1 partecipa al film “Vite blindate”, uscito nel 1998 con la regia di Alessandro di Robilant e recita insieme all’attrice spagnola Ángela Molina e a Giulio Scarpati.
Nel 2016 fa uscire per Lungomare srl l'album "Il mondo canta Ferrari" che raccoglie 21 brani, tutti dedicati alla rossa di Maranello, distribuito da Universal che coinvolge Carlo Conti (che racconta la vita del fondatore), Scorpions, Cinzia Dominguez, Fabio Concato, Stefano Bianchi, Toquinho, Andrea Mingardi, Riccardo Fogli, Edoardo Vianello, Pupo, Marco Ferradini ed altri.
Nel 2018 pubblica il nuovo album denominato "40 & lode" contenente 20 brani di cui 15 inediti.